# GEMS COMPANY
GEMS COMPANY（ジェムズ カンパニー）は、日本の女性アイドルグループである。略称は「ジェムカン」。

## 概要
スクウェア・エニックスがプロデュースするアイドルグループ。所属事務所はディアステージ、楽曲制作はMONACA。映像制作は株式会社イルカ（ILCA,Inc.）。コンセプトはバーチャルYouTuberとは異なり、現実のアイドルと近い物になっている。2019年にバーチャルYouTuberデビューも果たした。
プロデューサーの齊藤陽介は「GEMS COMPANY」の展開や展望について、楽曲の提供、日本武道館やさいたまスーパーアリーナを埋めるライブをすること を目標として挙げている。

## 略史

### グループ発表前
2017年年末にスクウェア・エニックスとディアステージが共同で次世代の声優を募集するオーディション「声優になりたい女の子募集オーディション」を開催。そこで選出されたメンバーがGEMS COMPANYの初期メンバー11人である。
2018年4月から順次、11人のメンバーが各々一般のYoutuberとして活動を開始。当初は制作会社などの情報を隠して活動していた。

### グループ活動開始
2018年8月18日、ニコニコ生放送『【スクエニ新PJ】齊藤Pのゲームではないナニカをお披露目する放送。』で、スクウェア・エニックスが発足したアイドルグループだと発表。併せて「GEMS COMPANY」のグループ名とディアステージに所属することが伝えられた。
2018年8月25日からニコニコ生放送でレギュラー番組『じぇむかんTV』を開始。
2018年9月に新メンバーオーディションが行われて、「桃丸ねくと」が加入。
2019年1月5日の『じぇむかんTV #5 新年会SP』で、GEMS_COMPANYメンバーのバーチャルキャストモデルが作成されたこと、ニコニコ生放送「VRadio〜JAM GEM JUMP!!!〜」でバーチャルYouTuberデビューすることが発表された。
2019年1月8日から3月26日まで帯番組『VRadio』の火曜日を担当。各メンバーが交代で出演した。
2019年6月28日から30日の3日間、初の単独ライブ『Magic Box』を開催。
2019年12月20日から22日の3日間、Magic Boxクリスマスバージョン『Magic Socks』を開催。
2020年3月31日、花菱撫子と桃丸ねくとが卒業。

### メジャーデビュー
2020年10月11日、avexにてメジャーデビュー
2020年11月21日から23日の3日間、1stアルバム購入特典としてメンバーとの『オンラインMeet&Greet』を開催。
2021年1月8日から10日の3日間、単独ライブ『プレシャスストーン』を開催。
2021年1月31日、城乃柚希が卒業。
2021年1月31日から3月14日にかけて、『ジェムカンメンバーと生で一緒にライブについて語る会』を開催。
2021年2月28日、珠根うたが卒業。

### 9人体制へ
2021年3月、新メンバーオーディションを開催。
2021年6月19日、新メンバー小瀬戸らむの加入を発表。
2021年7月27日、小瀬戸らむのお披露目配信を実施・正式加入。
2021年11月19日から21日、3rdワンマンライブ「CHANGENOWAVE!!!!」を山野ホールにて開催。新曲「FUN FUN JAPAN〜津々浦々四季折々〜」初披露。
2022年11月18日から20日、4thワンマンライブ「ジェムカン学園祭っ!2022」を神田スクエアホールにて開催。新曲「サヨナラノート」を初披露した。公演終了後に公式TikTokアカウントを開設。
2023年2月18日にオンラインライブ「GEMS COMPANY 定期ONLINE LIVE vol.1」を開催。
2023年11月3日から5日、5thワンマンライブ「Nine! Shine! Heroine!」をEBiS303にて開催。新曲「約束ハニビー」を初披露した。
2024年12月7日、オンラインライブ「Endless Coda」を以て活動を休止。

## メンバー
メンバーのプロフィールはGEMS COMPANY公式サイト、株式会社ディアステージ公式サイト、公式紹介動画 を参照。公式サイトに記載がない物には「----」を記入。

### 現役メンバー
| 名前         | よみ              | ニックネーム                | 担当色         | 誕生日   | 出身地   | 身長     | 加入期 | 備考     |
| ------------ | ----------------- | --------------------------- | -------------- | -------- | -------- | -------- | ------ | -------- |
| 星菜日向夏   | ほしな ひなか     | ひなちゃん ビジネスマンゴー | fd9b5c [ 39 ]  | 02月05日 | 宮崎県   | 155.0 cm | 1期生  |          |
| 奈日抽ねね   | なにぬ ねね       | なにぬ                      | ffb0c6 [ 40 ]  | 07月31日 | 愛媛県   | 148.5 cm | 1期生  |          |
| 有栖川レイカ | ありすがわ れいか | レイカ様                    | cd66cf [ 41 ]  | 02月14日 | 東京都   | 161.0 cm | 1期生  |          |
| 水科葵       | みずしな あおい   | みずしー                    | 61e3f3 [ 42 ]  | 12月06日 | 大阪府   | 153.0 cm | 1期生  |          |
| 音羽雫       | おとわ しずく     | ポン姉                      | 1361ff [ 43 ]  | 06月11日 | 群馬県   | 157.5 cm | 1期生  |          |
| 長谷みこと   | はせ みこと       | みこみこ                    | 7e48c0 [ 44 ]  | 06月06日 | 神奈川県 | 157.5 cm | 1期生  | [ 注 2 ] |
| 赤羽ユキノ   | あかば ゆきの     | ユキノくん                  | fe0000 [ 46 ]  | 07月13日 | 福島県   | 170.0 cm | 1期生  |          |
| 一文字マヤ   | いちもんじ まや   | マヤたそ                    | fff001 [ 47 ]  | 12月26日 | 福島県   | 168.0 cm | 1期生  |          |
| 小瀬戸らむ   | こせど らむ       | らむちゃん らむち           | #C7FF22 [ 48 ] | 11月09日 | 富山県   | 148.5 cm | 3期生  |          |

### 卒業メンバー
| 名前       | よみ              | ニックネーム                 | 担当色        | 誕生日   | 出身地   | 身長     | 加入期 | 卒業日        | 備考 |
| ---------- | ----------------- | ---------------------------- | ------------- | -------- | -------- | -------- | ------ | ------------- | ---- |
| 花菱撫子   | はなびし なでしこ | なでりん しこ                | f2f2f2 [ 49 ] | 01月01日 | 神奈川県 | 166.0 cm | 1期生  | 2020年3月31日 |      |
| 桃丸ねくと | ももまる ねくと   | ねくねく ももねく ねくちゃん | ff67b0 [ 50 ] | 03月03日 | 桃の国   | 158.0 cm | 2期生  | 2020年3月31日 |      |
| 城乃柚希   | しろの ゆずき     | 柚希ちゃん                   | 2ab10d [ 51 ] | 10月10日 | 東京都   | 156.5 cm | 1期生  | 2021年1月31日 |      |
| 珠根うた   | たまね うた       | うーたま                     | 3ddd9f [ 52 ] | 07月07日 | 東京都   | 158.0 cm | 1期生  | 2021年2月28日 |      |

## 受賞歴
- 2019年
  - 7月30日 Virtual Beings World in SIGGRAPH2019 - World VTuber Showcase ベストマルチプレイ賞受賞[54]
  - 12月1日 のとく番〜アイは世界を繋ぐ〜2019 第一回Vアワード2019 Good Music賞優秀賞受賞

## 作品

### アルバム
| No.          | 発売日         | タイトル        | レーベル          | 規格品番                                   | 最高位       |
| インディーズ | インディーズ   | インディーズ    | インディーズ      | インディーズ                               | インディーズ |
| ------------ | -------------- | --------------- | ----------------- | ------------------------------------------ | ------------ |
| 1st          | 2019年6月28日  | GEMS COMPANY    | DearStage Records | MJDS-1133                                  | -            |
| メジャー     |                |                 |                   |                                            |              |
| 1st          | 2020年10月21日 | precious stones | avex trax         | AVCD-96579/B〜C AVCD-96580/B〜C AVCD-96582 | 40位         |

### シングル

#### 配信限定シングル
| タイトル                          | 歌手                               | 作詞                                 | 作曲        | 配信開始       |
| --------------------------------- | ---------------------------------- | ------------------------------------ | ----------- | -------------- |
| 鮮紅の花                          | 水科葵                             | 水科葵                               | 岡部啓一    | 2019年4月3日   |
| 柚希式シアワセ論                  | 城乃柚希                           | 城乃柚希、瀬尾祥太郎                 | 瀬尾祥太郎  | 2020年12月23日 |
| 夢見がちエクスプローラー          | 奈日抽ねね                         | 奈日抽ねね、瀬尾祥太郎               | 瀬尾祥太郎  | 2021年1月6日   |
| ファビュラスTOKYO                 | 有栖川レイカ                       | 有栖川レイカ、瀬尾祥太郎             | 瀬尾祥太郎  | 2021年2月10日  |
| ジンセイJust do it!!!表明         | 星菜日向夏                         | 瀬尾祥太郎 ※イメージ提供：星菜日向夏 | 井上馨太    | 2021年3月3日   |
| 深淵のInfinity-Scale              | 赤羽ユキノ                         | 赤羽ユキノ、瀬尾祥太郎               | 瀬尾祥太郎  | 2021年4月28日  |
| LUMINOUS BUTTERFLY                | 一文字マヤ                         | 一文字マヤ、瀬尾祥太郎               | 井上馨太    | 2021年5月12日  |
| Imperfect light                   | 音羽雫                             | 音羽雫、瀬尾祥太郎                   | 瀬尾祥太郎  | 2021年7月21日  |
| 夏色DROPS                         | メンバー全員                       | 辻純更                               | 瀬尾祥太郎  | 2021年7月28日  |
| CHANGENOWAVE!!!!                  | メンバー全員                       | 辻純更                               | 瀬尾祥太郎  | 2021年10月6日  |
| FUN FUN JAPAN〜津々浦々四季折々〜 | びびっとぺんたぐらむ               | 辻純更                               | 瀬尾祥太郎  | 2021年11月20日 |
| icy sweet                         | 星菜日向夏、奈日抽ねね、小瀬戸らむ | やぎぬまかな                         | 瀬尾祥太郎  | 2022年2月8日   |
| サヨナラノート                    | メンバー全員                       | 瀬尾祥太郎                           | 瀬尾祥太郎  | 2022年12月25日 |
| Happy♪Lucky♪Sharing!!             | 小瀬戸らむ                         | 瀬尾祥太郎                           | 瀬尾祥太郎  | 2022年12月25日 |
| 渚ブルーのSensation               | メンバー全員                       | 辻純更                               | 石濱翔      | 2023年8月19日  |
| ぴよぴよシェフにおまかせあれ！    | ひならむ                           | やぎぬまかな                         | 井上馨太    | 2023年10月2日  |
| プリンセス・フィロソフィー        | ERINGIBEAM.                        | やぎぬまかな                         | 瀬尾祥太郎  | 2023年10月6日  |
| 辞世的幻想曲                      | fulfill                            | 瀬尾祥太郎                           | 瀬尾祥太郎  | 202310月9日    |
| 君影草                            | citross                            | やぎぬまかな                         | 常楽太一    | 2023年10月13日 |
| RealityDrop                       | MATULIP                            | Oliver Good                          | Oliver Good | 2023年8月19日  |
| 夢を追い駆ける者たちへ            | メンバー全員                       | 瀬尾祥太郎                           | 瀬尾祥太郎  | 2023年10月20日 |
| 約束ハニビー                      | メンバー全員                       | 辻純更                               | 瀬尾祥太郎  | 2023年11月5日  |
| Endless Coda                      | メンバー全員                       | 瀬尾祥太郎                           | 瀬尾祥太郎  | 2024年11月25日 |

### 参加アルバム
| リリース                                              | アーティスト                    | タイトル         | 参加曲                                                     | 参加メンバー    |
| ----------------------------------------------------- | ------------------------------- | ---------------- | ---------------------------------------------------------- | --------------- |
| 2019年4月25日 先行販売 2019年6月5日 一般販売          | アリスインプロジェクト みきちゅ | きえないメロディ | 名探偵誕生! Clock Tower ポーズボタン                       | 珠根うた 水科葵 |
| 2020年11月1日                                         | Shotgun Rose                    | Shotgun Rose     | Million stars for you Devil & Angel 世界は忘れていくだけだ | 水科葵          |
| 2020年7月17日 デジタル先行販売 2020年7月31日 一般販売 | USAGI Production                | VirtuaREAL.03    | ナイトシングス                                             | 水科葵          |
| 2022年4月2日                                          | USAGI Production                | VirtuaREAL.04    | それは、ぷにぷに                                           | 長谷みこと      |
| 2023年2月5日                                          | USAGI Production                | VirtuaREAL.05    | ふたりゎはいぱぁGIRLﾐ★                                     | 長谷みこと      |

### ミュージックビデオ
|    | タイトル                           | ユニット名           | 歌手                                                 | MV発表日                                                                    | 発表場所                                    |
| -- | ---------------------------------- | -------------------- | ---------------------------------------------------- | --------------------------------------------------------------------------- | ------------------------------------------- |
| 1  | オンリー・マイ・フレンド           | うたひな             | 珠根うた 星菜日向夏                                  | 2018年10月13日                                                              | じぇむかんTV#2                              |
| 2  | しゃかりきマイライフ!              | ERINGIBEAM.          | 奈日抽ねね 有栖川レイカ                              | 2018年11月10日（Short） 2018年12月1日（Full）                               | じぇむかんTV#3 ジェムカンカラオケPARTY      |
| 3  | メッセージ                         | citross              | 音羽雫 城乃柚希 長谷みこと                           | 2018年12月23日                                                              | じぇむかんTV#4                              |
| 4  | DESIGNED LOVE                      | MATULIP              | 赤羽ユキノ 一文字マヤ 花菱撫子                       | 2019年02月16日                                                              | じぇむかんTV#6                              |
| 5  | 形而境界のモノローグ               | fulfill              | 水科葵 桃丸ねくと                                    | 2019年3月30日                                                               | じぇむかんTV#7                              |
| 6  | JAM GEM JUMP!!!                    | GEMS COMPANY         | メンバー全員                                         | 2019年4月27日                                                               | ニコニコ超会議2019 じぇむかんTV#8           |
| 7  | ネットのかみさま                   | Http:                | 長谷みこと 星菜日向夏 水科葵 赤羽ユキノ              | 2020年2月23日（Short） 2020年2月28日（Full） 2020年07月25日（Special ver.） | じぇむかんTV#16 公式YouTube じぇむかんTV#20 |
| 8  | 少女聖戦パラドクス                 |                      | 長谷みこと                                           | 2020年5月10日（Short） 2020年6月21日（Full）                                | じぇむかんTV#18 じぇむかんTV#19             |
| 9  | メロウ                             |                      | 水科葵                                               | 2020年5月10日（Teaser MV） 2020年7月25日（Official MV）                     | じぇむかんTV#18 じぇむかんTV#20             |
| 10 | ゴールデンスパイス                 | GEMS COMPANY         | 珠根うたを除く9人                                    | 2020年8月22日                                                               | じぇむかんTV#21                             |
| 11 | ときめきドリームライン             | GEMS COMPANY         | 珠根うたを除く9人                                    | 2020年8月22日                                                               | じぇむかんTV#21                             |
| 12 | 夏色DROPS                          | GEMS COMPANY         | メンバー全員                                         | 2021年7月31日                                                               | じぇむかんTV#30                             |
| 13 | CHANGENOWAVE!!!!                   | GEMS COMPANY         | メンバー全員                                         | 2021年10月5日                                                               | 公式YouTube                                 |
| 14 | 鮮紅の花                           |                      | 水科葵                                               | 2020年10月21日 2022年1月26日                                                | アルバム「precious stones」 公式YouTube     |
| 15 | icy sweet                          | （ユニット名なし）   | 星菜日向夏 奈日抽ねね 小瀬戸らむ                     | 2022年2月8日                                                                | 公式YouTube                                 |
| 16 | 桜色の嘘                           | GEMS COMPANY         | メンバー全員                                         | 2022年4月1日 (Short・リリックビデオ) 2022年4月23日 (Full・リリックビデオ)   | 公式YouTube                                 |
| 17 | FUN FUN JAPAN 〜津々浦々四季折々〜 | びびっとぺんたぐらむ | 奈日抽ねね 有栖川レイカ 音羽雫 長谷みこと 一文字マヤ | 2022年5月28日                                                               | じぇむかんTV#38                             |
| 18 | チアリータ♡チアガール              | GEMS COMPANY         | メンバー全員                                         | 2022年8月18日                                                               | 4周年記念配信                               |
| 19 | 凛と舞いましはんなり小町           | GEMS COMPANY         | メンバー全員                                         | 2022年8月24日（リリックビデオ）                                             | 公式YouTube                                 |
| 20 | サヨナラノート                     | GEMS COMPANY         | メンバー全員                                         | 2022年11月20日                                                              | 公式YouTube                                 |
| 21 | 渚ブルーのSensation                | GEMS COMPANY         | メンバー全員                                         | 2023年8月18日                                                               | 5周年記念公開生放送                         |
| 22 | 夢を追い駆ける者たちへ             | GEMS COMPANY         | メンバー全員                                         | 2023年10月21日 (リリックビデオ)                                             | GEMS CRAM SCHOOL!! #06                      |
| 23 | 灰ト祈リ                           | GEMS COMPANY         | メンバー全員                                         | 2024年07月06日                                                              | Sony Music 公式YouTube                      |

### タイアップ
| 楽曲               | タイアップ                                                       | 歌唱                                                                     | 作詞         | 作曲          | 時期           |
| ------------------ | ---------------------------------------------------------------- | ------------------------------------------------------------------------ | ------------ | ------------- | -------------- |
| 夢の淵まで         | 劇団☆ディアステージ 第二回本公演「コロちゃんと悪魔」主題歌       | 水科葵                                                                   | 佐藤拓       | happy machine | 2018年8月31日  |
| 鮮紅の花           | ヨコオタロウ原作舞台「君死ニタマフ事ナカレ 零_改」主題歌         | 水科葵                                                                   | 水科葵       | 岡部啓一      | 2018年11月29日 |
| バレンタインイブ   | 東洋水産「MARUCHAN QTTA」コラボレーションMV                      | 珠根うた、星菜日向夏、城乃柚希、水科葵、赤羽ユキノ、花菱撫子、桃丸ねくと |              |               | 2019年1月30日  |
| ゴールデンスパイス | 日本テレビ『プロジェクトV』第1回 エンディングテーマ              | メンバー全員                                                             | 辻純更       | 瀬尾祥太郎    | 2021年7月28日  |
| CHANGENOWAVE!!!!   | テレビアニメ『Deep Insanity THE LOST CHILD』 take02 挿入歌       | メンバー全員                                                             | 辻純更       | 瀬尾祥太郎    | 2021年10月20日 |
| 灰ト祈リ           | テレビアニメ『NieR:Automata Ver1.1a』第2クールエンディングテーマ | メンバー全員                                                             | ヨコオタロウ | 岡部啓一      | 2024年7月6日   |

### その他の楽曲
- いつもココニイル[68]
  - 歌：GEMS COMPANY、作詞・作曲：水科葵
- 桜色の嘘[69]
  - 歌：GEMS COMPANY、作詞：草川瞬、作曲：草川瞬・中土智博、編曲：中土智博
  - 2022年4月1日にエイプリルフール企画として森田哲矢がゲスト参加した曲が公開された[70]

### 映像作品
| 発売日        | タイトル                                                      | 規格品番                   | 内容・備考 |
| ------------- | ------------------------------------------------------------- | -------------------------- | ---------- |
| 2022年1月26日 | GEMS COMPANY 2nd LIVE プレシャスストーン LIVE Blu-ray&CD      | AVXD-27483/B               |            |
| 2022年1月26日 | GEMS COMPANY 3rd LIVE CHANGENOWAVE!!!! LIVE Blu-ray&CD        | AVXD-27484/B/C             |            |
| 2023年3月1日  | GEMS COMPANY 4th LIVE ジェムカン学園祭っ!2022 LIVE Blu-ray&CD | AVXD-27644/B、AVXD-27645   |            |
| 2024年3月20日 | GEMS COMPANY 5th LIVE Nine! Shine! Heroine! LIVE Blu-ray&CD   | AVXD-27739/B-C、AVXD-27740 |            |

## 出演

### ネット配信
- じぇむかんTV（2018年8月25日 - 2023年1月7日、ニコニコ生放送、YouTube[注 5]）
- VRadio〜JAM GEM JUMP!!!〜（2019年1月8日 - 3月26日、Virtual Cast） - 火曜日担当
- 虹のコンキスタドール ふわりん放送局 with GEMS COMPANY（2019年10月6日 - 2020年3月29日、超!A&G+） - 長谷みこと・花菱撫子
- すばるあずきみずしーの3コードミラクル[71]（2020年4月5日 - 2021年3月28日、超!A&G+） - 水科葵
- GEMS COMPANYのさらば、ラジオ。（2020年4月4日 - 2023年3月25日、YouTube[注 6]） - 東ブクロと共演
- GEMS CRAM SCHOOL!!（2023年4月23日 - ニコニコ生放送、YouTube[注 7]） - 東ブクロと共演

### テレビ
- のばん組（2019年1月25日、BS日テレ） - VTR出演：水科葵
- マツコ会議（2019年2月16日、日本テレビ） - VTR出演：水科葵
- てぇてぇTV（2020年6月26日、BS日テレ） -  てぇてぇTVアイキャッチ選手権にVTR出演
- 闇芝居 九期（2021年7月11日 - 10月3日、テレビ東京） - 星菜日向夏、奈日抽ねね、長谷みこと、赤羽ユキノ
- 闇芝居 十期（2022年1月9日 - 4月3日、テレビ東京） - 奈日抽ねね、水科葵
- プロジェクトV（日本テレビ）
  - 2022年6月6日 - 水科葵
  - 2022年7月28日 - 一文字マヤ
  - 2023年3月30日 - 水科葵、長谷みこと
- news every.（日本テレビ）
  - 2022年6月6日 - VTR出演：水科葵
  - 2022年7月4日 - VTR出演：一文字マヤ
- KJファイル（2022年7月10日 - 2023年4月2日 、テレビ東京） - 声の出演 ルル・ドゥ・ピカード博士役：奈日抽ねね
- MUSIC VERSE（2023年8月31日、日本テレビ） - 水科葵
- NieR:Automata Ver1.1a（2024年7月12日 、TOKYO MXほか） - 声の出演 10S役：星菜日向夏、11S役：水科葵、32S役：奈日抽ねね、12B役：赤羽ユキノ、14B役：音羽雫、隊長役：一文字マヤ、S型モデル役：小瀬戸らむ、有栖川レイカ、長谷みこと
- AIりりながプロデューサー始めました！（2024年8月15日、BS-TBS） - 水科葵、音羽雫

### ラジオ
- JAM GEM DEMPA!!!（2019年4月6日 - 2021年3月27日、東海ラジオ） - 毎週土曜日 19:30 - 20:00、アシスタント
- ミュ〜コミ+プラス（ニッポン放送）
  - 2019年8月12日 - 水科葵、花菱撫子
  - 2020年
    - 3月11日 - Http:（水科葵、星菜日向夏、長谷みこと、赤羽ユキノ）
    - 6月15日 - 奈日抽ねね
    - 10月14日 - 星菜日向夏、長谷みこと
- あにげっちゅ（2019年9月23日、NHKラジオ第1） - 奈日抽ねね、一文字マヤ、花菱撫子、桃丸ねくと
- キリン一番搾り One More Pint!（2019年10月4日、NACK5） - 水科葵
- 庄司悟のリクエスト魂（2021年3月26日、HFM） - 長谷みこと、一文字マヤ[72]
- Satoruman50〜半世紀少年ミュージックショー（2021年4月2日 - 、HFM） - 長谷みこと、一文字マヤ（番組内ジングルボイスを担当）[73]
- ミューコミVR（ニッポン放送）
  - 2021年
    - 8月1日 - 奈日抽ねね、小瀬戸らむ
    - 10月17日 - 奈日抽ねね、水科葵
    - 11月24日 - 星菜日向夏、赤羽ユキノ
    - 11月21日 - 奈日抽ねね、水科葵

  - 2022年
    - 1月16日 - 星菜日向夏、水科葵
    - 6月19日 - 奈日抽ねね、小瀬戸らむ
    - 8月21日 - 一文字マヤ、音羽雫
    - 11月13日 - 星菜日向夏、長谷みこと
    - 12月18日 - 一文字マヤ、星菜日向夏

  - 2023年
    - 8月27日 - 長谷みこと、小瀬戸らむ
    - 10月29日 - 長谷みこと (電話出演)

  - 2024年
    - 7月7日 - 水科葵 (電話出演)
- Dig link〜ディグリンク〜（2021年9月15日、AIR-G'） - 水科葵（メッセージゲスト）
- V/R relation（NORTH WAVE）
  - 2022年
    - 4月26日 - 水科葵（メッセージゲスト）
    - 5月31日 - 水科葵（ゲストパーソナリティ）
    - 8月30日 - 水科葵（ゲストパーソナリティ）
    - 9月13日 - 水科葵（メッセージゲスト）
    - 11月29日 - 水科葵（ゲストパーソナリティ）
- 風越星名 V*V avenue（AIR-G'）
  - 2023年
    - 4月11日 - 水科葵（メッセージゲスト）
    - 6月27日 - 水科葵（メッセージゲスト）

### ゲーム
- 刀使ノ巫女 刻みし一閃の燈火[74]（2019年4月1日 - 20日） - コラボ企画でGEMS COMPANYメンバー12人、および衣装が登場
- ドラゴンクエストXI 過ぎ去りし時を求めてS[75]（2019年9月27日） - DLCボイスドラマに星菜日向夏、音羽雫、城乃柚希、水科葵、花菱撫子、桃丸ねくとが出演
- SINoALICE[76]（2020年4月16日 - 28日） - コラボ企画で星菜日向夏、および衣装が登場
- Shadowverse[77]（2020年6月25日） - ラッシュインプ役 長谷みことが出演
- ラストクラウディア[78]（2021年3月20日 - 5月22日） - コラボ企画で星菜日向夏、奈日抽ねね、音羽雫、長谷みことがゲームをプロモーション。4人のゲーム内スタンプ実装。
- D CIDE TRAUMEREI[79]（2021年9月30日） - 一条院えれか役 赤羽ユキノ、仙田ちや役 水科葵、前園かるな役 長谷みことが出演
- Gate of Nightmares[80]（2021年10月26日） - ランベルカ役 奈日抽ねねが出演
- ブレイブリーデフォルト ブリリアントライツ[81]（2022年1月27日） - ソーニャ役 水科葵が出演
- UFOアラカルト3[82]（2022年2月24日） - システムボイスを一文字マヤが担当、筐体内BGMをメンバーが担当。
- バビロンズフォール[83]（2022年3月3日） - 奈日抽ねね、長谷みこと、水科葵がプレイヤーボイスで出演
- 顔から逃げるゲーム（Escape Running Head）[84]（2023年5月1日 - 28日） - コラボ企画でGEMS COMPANYメンバー9人がゲーム内に敵キャラとして出現。GEMS COMPANY特設ステージ、コラボ衣装（Hoodie）、課金アイテム（キャラクターパネル）を実装。

### ライブ
- JAM GEM JUMP!!! リアルイベント 先輩、勉強させていただきます!（2019年2月10日、神田明神ホール） - MCとして出演。共演：でんぱ組.inc、虹のコンキスタドール、寺嶋由芙、河野万里奈
- ニコニコ超会議2019 - VTuber Fes Japan 2019（2019年4月28日、幕張メッセ） - VTuber Special Stageに出演。ミニライブ「GEMS COMPANY JGJ!!!SPステージ」にて「JAM GEM JUMP!!!」Full ver.を初お披露目した。
- ニューイヤープレミアムパーティー2020（2020年1月3日、Zepp DiverCity（TOKYO） - New Year Stage オープニングアクト[85]
- Life Like a Live !（2020年9月19日 - 22日）[86]
- TOKYO IDOL FESTIVAL オンライン 2020（2020年10月2日、10月4日） - バーチャルTIFステージに出演[87]。
- First Bullet〜Shotgun Rose One-Man Live〜（2020年11月1日、ニコニコ生放送） - 水科葵
- Virtual Music Award 2020（2020年12月28日、TACHIKAWA STAGE GARDEN） - 水科葵
- ASOBINOTES ONLINE FEST 2nd（2020年12月31日 - 2021年1月1日、チームスマイル・豊洲PIT）
- VTuber Fes Japan 2021 DAY1（2021年1月30日、川口総合文化センター・リリア）[88]
- VTuber Fes. UnderLine powered by COMP（2021年2月7日、YouTube、REALITY） - 水科葵、長谷みこと [89]
- Virtual Music Award 2021 SUMMER（2021年7月4日、ミクチャ） - 水科葵、音羽雫
- VirtuaREAL BEST.01 リリース記念DJ&LIVEイベント（2021年9月2日、YouTube） - 水科葵（AZK feat. 水科葵、MC）
- Life Like a Live!2（2021年9月18日 - 20日）[90]
- Appearance Vol.1 in 札幌（2021年9月25日、PLANT）[91] - 水科葵
- SANRIO Virtual Fes in Sanrio Puroland（2021年12月11日） - まりジェム（奈日抽ねね、水科葵）[92]
- Virtual Unit Fes. VILLS vol.3 Day2 音楽ステージ（2021年12月19日） -長谷みこと、赤羽ユキノ、水科葵、星菜日向夏
- Virtual Music Award 2021（2021年12月29日、TACHIKAWA STAGE GARDEN） - 水科葵
- JM梅田ミュージックフェス（β）（2022年3月13日、HH cross EVENTS） - 水科葵、長谷みこと
- Life Like a Live!3（2022年3月25日 - 3月27日）
- VirtuaREAL.04 リリース記念DJ&LIVEイベント（2022年4月2日、池袋harevutai） - 長谷みこと（DJ汐りんご feat. 長谷みこと）、水科葵（MC）
- TIF ASIA TOUR 2022（2022年6月13日、Spotify O-EAST）
- VTuber Fes. BPM［Blinks Per Minute］Powered byロート製薬（2022年7月1日） - 水科葵[93]
- Virtual Music Award 2022 SUMMER（2022年7月16日、Day-1夜のみ） - 赤羽ユキノ、水科葵
- JM梅田ミュージックフェス2022 SUMMER（2022年7月23日、8月19日、20日、HH cross EVENTS） - 奈日抽ねね、水科葵
- まりなす×GEMS COMPANY 2MAN ONLINE Live “Rocket Soda”（2022年9月4日）
- ナガノアニエラフェスタ20~22（2022年9月17日 - 18日、佐久市駒場公園）[94] - 9月18日の開幕宣言を担当
- Life Like a Live!4（2022年9月23日 - 25日）
- Virtual Music Award 2022（2022年12月10日、豊洲PIT） - 水科葵
- VirtuaREAL.05 リリース記念DJ&LIVEイベント（2023年2月5日、秋葉原エンタス）[95] - 長谷みこと（出演・MC）
- Life Like a Live!5（2023年3月17日 - 19日）
- ノンストップV!（2023年7月2日、Anime Expo 2023 VAPOLLO VIRTUAL STAGE・Z-an）[96]
- Virtual Music Award 2023 SUMMER（2023年9月2日 - 3日、Day-1夜・Day-2昼） - 水科葵
- Life Like a Live!6（2023年11月10日 - 12日）
- Virtual Music Award 2024 WINTER（2024年1月20日 昼公演） - 水科葵
- Life Like a Live!7（2024年3月22日 - 24日）
- Life Like a Live!8（2024年9月6日 - 8日）

### イベント
- TGS2018（2018年9月20日 - 23日、幕張メッセ） - スクウェア・エニックスブース。ブース内各ステージのアフタートークコーナーの司会、およびブース内スタジオのオープニング・エンディングトークを担当（水科葵、城乃柚希、奈日抽ねね、長谷みこと、一文字マヤ、珠根うた、音羽雫、星菜日向夏、赤羽ユキノ）[97]。
- C3 AFA SINGAPORE2018（2018年11月30日、サンテック・シンガポール国際会議展示場） - VTR出演
- TGS2019（2019年9月12日 - 14日、幕張メッセ） - バンタンゲームアカデミーブース。特別応援サポーターとして参加し、グリーティングイベントを行った（珠根うた、音羽雫、一文字マヤ、桃丸ねくと）[98]。TSUKUMOブース「バーチャル写真館」に出演（水科葵、長谷みこと）。
- ファンミーティング
  - 長谷みことファンミーティング あつまって♡よりそって♡みことみーてぃんぐ！？（2019年9月23日、池袋STORIA）
  - 有栖川レイカファンミーティング みんな集まれ！Oh！ハーブの会（2019年10月22日、池袋STORIA）
  - 桃丸ねくとファンミーティング 桃丸集会 ねくねく喫茶OPEN!!（2019年11月16日、池袋STORIA）
  - 花菱撫子ファンミーティング 花菱撫子のプリズンタイム～囚われてみませんか？～（2020年1月26日、池袋STORIA）
  - 音羽雫ファンミーティング ポン姉の1日猫カフェ店長～2月22日は猫の日だねぇ～（2020年2月22日、池袋STORIA）
  - 城乃柚希ファンミーティング まじーじ!?やばーば!?ゆじゅゆじゅぱーりー（2020年11月15日、LOFT9 Shibuya）
  - 星菜日向夏ファンミーティング ひなかぞく推し隊（2022年4月9日、LOFT9 Shibuya）
  - 奈日抽ねねファンミーティング 奈日抽家ですけど何か？（2022年7月9日、LOFT9 Shibuya）
  - 赤羽ユキノファンミーティング CLUB Wolf（2022年10月8日、LOFT9 Shibuya）
  - 一文字マヤファンミーティング スナックマヤ（2023年1月21日、LOFT9 Shibuya）
  - 小瀬戸らむファンミーティング 越せども越せどもらむが好き！（2023年6月25日、LOFT9 Shibuya）
  - 水科葵ファンミーティング 水科葵の非日常RPG（2023年7月15日、カラオケパセラ AKIBAマルチエンターテインメント店）
- ゆずみこラジオ公開生放送（2020年2月24日、LOFT9 Shibuya） - 城乃柚希、長谷みこと
- バーチャルマーケット4（2020年4月29日 - 5月10日、VRChat） - パラリアルトーキョー内のセブン&アイ・ホールディングスおよびスクウェア・エニックスブースにて、音羽雫、奈日抽ねね、城乃柚希、有栖川レイカがセブン-イレブン店員として登場
- MusicVket（2020年8月13日 - 16日、VRChat） - 企業ブースに出展
- バーチャルマーケット5（2020年12月19日 - 2021年1月10日、VRChat） - 企業ブースに出展
- MIKU LAND β mini YOSAKURA（2021年4月29日 - 5月1日、Virtual Cast） - キャラクターグリーティングに出演（奈日抽ねね、音羽雫、水科葵、長谷みこと、一文字マヤ）、GEMS COMPANY別館〜デジタルフィギュアショップを開設
- Vトリップ Vol.01 石川町編（2021年5月1日 - 7月18日、横浜 石川町） - ツアーのコース担当として石川町を案内（奈日抽ねね、長谷みこと、一文字マヤ、水科葵）
- MIKU LAND 2021 SUMMER VACATION（2021年8月27日 - 31日、Virtual Cast） - グリーティングに出演、GEMS COMPANY別館 -デジタルフィギュアショップを開設、ボカコレVRナイト in MIKULANDに出演
- BUZZ SPECIAL（2022年7月17日、club JOULE） - 水科葵
- 日本工学院八王子専門学校 紅華祭（2022年10月9日、日本工学院八王子専門学校） - 星菜日向夏、奈日抽ねね、音羽雫、一文字マヤ、水科葵、長谷みこと、小瀬戸らむ
- Anime Festival Asia Singapore 2022 “Virtual Net Meeting”（2022年11月25日、サンテック・シンガポール国際会議展示場） - 一文字マヤ
- 明治安田生命J2リーグ 2023 第15節 ファジアーノ岡山対大宮アルディージャ（2023年5月13日、シティライトスタジアム） - ユアサ工機デー（スポンサー協賛デー）のファジステージにて特別パフォーマンスを披露、スタジアム入場者にクリアファイルプレゼント、スタジアム内の大型ビジョンにてGEMS COMPANYメンバー出演のユアサ工機CMを放映[99]。
- TOKYO IDOL FESTIVAL 2023（2023年8月4・6日、YouTube） - 「TIFなう！」で、トークセッションMCとパフォーマンスを披露 - MC：長谷みこと、奈日抽ねね、星菜日向夏、赤羽ユキノ、一文字マヤ、パフォーマンス：長谷みこと、全員[100]
- TOKYO XR・メタバース＆コンテンツビジネスワールド（2024年1月28日、東京国際展示場） - クリエイティブステージにて「GEMS COMPANY スペシャルミニライブ」を開催。 - 奈日抽ねね、長谷みこと、一文字マヤ、小瀬戸らむ[101]

### 単独ライブ
| 公演年 | タイトル                                                      | 出演メンバー                                                       | 公演日・会場                                                          |
| ------ | ------------------------------------------------------------- | ------------------------------------------------------------------ | --------------------------------------------------------------------- |
| 2019年 | 1stLIVE「Magic Box」                                          | 全員                                                               | 全5公演：6月28日 - 30日 DMM VR THEATER YOKOHAMA（神奈川県）           |
| 2019年 | 1.5th LIVE「Magic Socks」                                     | 珠根うたを除く11人                                                 | 5公演：12月20日 - 22日 DMM VR THEATER YOKOHAMA（神奈川県）            |
| 2019年 | アコースティックライブ「おうたのじかん」                      | 水科葵、音羽雫、長谷みこと                                         | 全2公演：12月28日 DMM VR THEATER YOKOHAMA（神奈川県）                 |
| 2021年 | 2nd LIVE 「プレシャスストーン」                               | 珠根うたを除く9人                                                  | 全5公演： 1月8日 - 10日 KT Zepp YOKOHAMA（神奈川県）                  |
| 2021年 | 3rd LIVE 「CHANGENOWAVE!!!!」                                 | 全員                                                               | 全5公演：11月19日 - 22日 山野ホール（東京都）                         |
| 2021年 | 水科葵 Acoustic Birthday LIVE 〜[Aoi]connection〜             | 水科葵                                                             | 12月10日 Z-aN                                                         |
| 2022年 | 4th LIVE「ジェムカン学園祭っ!2022」                           | 全員                                                               | 全5公演：11月18日 - 20日 神田スクエアホール                           |
| 2022年 | 水科葵 Acoustic Birthday Live -wishful mallow-                | 水科葵                                                             | 12月18日 Z-aN                                                         |
| 2023年 | GEMS COMPANY 定期ONLINE LIVE vol.1                            | 水科葵、長谷みこと、一文字マヤ、小瀬戸らむ                         | 2月18日 Z-aN                                                          |
| 2023年 | GEMS COMPANY 定期ONLINE LIVE vol.2                            | 音羽雫、奈日抽ねね、星菜日向夏、赤羽ユキノ                         | 3月31日 Z-aN                                                          |
| 2023年 | GEMS COMPANY 定期ONLINE LIVE vol.3                            | 有栖川レイカ、奈日抽ねね、赤羽ユキノ、一文字マヤ                   | 4月29日 Z-aN                                                          |
| 2023年 | GEMS COMPANY 定期ONLINE LIVE vol.4 ~Acoustic~                 | 音羽雫、水科葵、長谷みこと                                         | 5月28日 Z-aN                                                          |
| 2023年 | GEMS COMPANY 定期ONLINE LIVE vol.5                            | 小瀬戸らむ、水科葵、音羽雫、奈日抽ねね／ゲスト：CHINO、NINA(VALIS) | 6月30日 Z-aN                                                          |
| 2023年 | GEMS COMPANY 5th Anniversary ONLINE LIVE 『Chase the Dream!』 | 全員                                                               | 8月18日 ニコニコ生放送、LOFT9 Shibuya（パブリックビューイング）       |
| 2023年 | citross 新曲デジタルリリース記念ミニライブ                    | 音羽雫、長谷みこと                                                 | 10月13日 YouTube、namco TOKYO（ライブビューイング）                   |
| 2023年 | 5th LIVE「Nine! Shine! Heroine!」                             | 全員                                                               | 無料前夜祭ミニライブ：11月3日、本公演(全4公演)：11月4日 - 5日 EBiS303 |
| 2024年 | あいしーファーストラストLive!?「恋が終わるなら夏がいい」      | 星菜日向夏、奈日抽ねね、小瀬戸らむ                                 | 7月7日 秋葉原エンタス（東京都）                                       |
| 2024年 | GEMS COMPANY オンラインライブ「EndlessCoda」                  | 全員                                                               | 12月7日 Z-aN、池袋HUMAXシネマズ（ライブビューイング）                 |

## 書籍
雑誌
- コンプティーク（2018年7月号、KADOKAWA） - 珠根うたインタビュー
- Vジャンプ（2019年1月号、集英社） - GEMS COMPANY特集
- ムー（2019年1月号、学研） - 赤羽ユキノ特集
- 週刊ファミ通（2019年1月24日号、KADOKAWA Game Linkage） - GEMS COMPANY特集
- ヤングアニマル（2019年No,05号、白泉社） - グラビア：珠根うた、水科葵